# 泠鳶yousa
泠鳶yousa（りーんゆえんようさ）は、中華人民共和国のバーチャルアーティスト。2019年7月19日から2023年7月1日まではVirtuaReal Project (VirtuaReal Star) に所属していた。

## 概要
動画配信サイトbilibiliでの活動を行っている。歌の他イラストも描き、自分で作詞作曲も行う。2019年からは、アバターを使用した配信などを行っている。
bilibili動画公式が、影響力などを考慮してbilibili動画内の配信者100人を表彰する百大UP主に、2018-2021年の4年連続で選ばれた。

## 歴史
2012年1月24日にbilibili動画にて歌い手としての活動を開始。
2019年3月9日には、ファンが作成したMikuMikuDanceの3Dモデルを元に、3Dアバターを使用した生放送を開始したため、VTuberとしての活動開始となった。
2019年7月19日にはVirtuaReal Starへの加入を発表。
2020年3月21日にNTTドコモのイベント「以心伝心有灵犀-Borderless Live 5G-」に出演した。

## 作品
ソロアルバム
- 『茜色诗集』 - 2016年8月15日[10]
- 『折纸信笺』 - 2019年12月21日

テーマソング
- 『智联家园』 - 2022世界人工知能大会主題歌。歌唱可能な人工知能であるMicrosoft China開発の小冰（英語版）、百度開発の小度、Xiaomi開発の小爱などとグループを結成して合唱した[11]。
- 『与你有关』 - 2021年春アニメ『時光代理人 -LINK CLICK-』中国語版2話の挿入歌。作詞・歌を担当[12]。

その他
- 2021年にねんどろいどが制作された[13]。

出演
- TVバラエティ番組『非公式会談（中国語版）』第7季第1期、2022年4月15日に出演。